# Elisa Longo Borghini
Elisa Longo Borghini (Ornavasso, Piamonte, 10 de diciembre de 1991) es una ciclista profesional italiana. Debutó como profesional en 2011 y en 2012 fue una de las sorpresas de la temporada profesional cuando con solo 20 años sumó una victoria, varias medallas en campeonatos y un 9.º puesto en el Giro de Italia Femenino consiguiendo la clasificación de las jóvenes de dicha prueba.
Es hermana del también ciclista profesional Paolo Longo Borghini.

## Palmarés
2012
- 2.ª en el Campeonato de Italia Contrarreloj
- Clasificación de las jóvenes del Giro de Italia Femenino
- 1 etapa del Tour de Turingia femenino
- 3.ª en el Campeonato Europeo Contrarreloj sub-23
- 3.ª en el Campeonato Mundial en Ruta

2013
- Trofeo Alfredo Binda-Comune di Cittiglio
- 1 etapa de la Emakumeen Euskal Bira
- 2.ª en el Campeonato de Italia Contrarreloj

2014
- Campeonato de Italia Contrarreloj
- Tour de Bretaña femenino, más 2 etapas
- 1 etapa del Trophée d'Or Féminin

2015
- Tour de Flandes
- 2.ª en el Campeonato de Italia en Ruta
- La Route de France, más 2 etapas
- Giro de Emilia Femenino

2016
- Campeonato de Italia Contrarreloj
- 3.ª en los Juegos Olímpicos en Ruta
- Clasificación de la montaña del Giro de Italia Femenino
- 3.ª en el Campeonato Europeo en Ruta
- Giro de Emilia Femenino

2017
- Strade Bianche femenina
- Campeonato de Italia Contrarreloj
- Campeonato de Italia en Ruta
- 2.ª en el Giro de Italia Femenino

2018
- Juegos Mediterráneos en Ruta

2019
- Emakumeen Euskal Bira, más 1 etapa
- 3.ª en el Campeonato de Italia Contrarreloj

2020
- Campeonato de Italia Contrarreloj  [3]
- 2.ª en el Campeonato Europeo en Ruta
- 3.ª en el Giro de Italia Femenino, más 1 etapa
- 3.ª en el Campeonato Mundial en Ruta
- Campeonato de Italia en Ruta

2021
- Trofeo Alfredo Binda-Comune di Cittiglio
- Campeonato de Italia Contrarreloj
- Campeonato de Italia en Ruta
- 3.ª en los Juegos Olímpicos en Ruta
- Gran Premio de Plouay

2022
- París-Roubaix
- The Women's Tour, más 1 etapa
- Campeonato de Italia Contrarreloj
- Giro de Emilia Femenino
- Tres Valles Varesinos

2023
- UAE Tour, más 1 etapa
- Campeonato de Italia Contrarreloj
- Campeonato de Italia en Ruta
- 1 etapa del Giro de Italia Femenino

2024
- Trofeo Oro in Euro
- Tour de Flandes
- Flecha Brabanzona
- Campeonato de Italia en Ruta
- Giro de Italia Femenino , más 1 etapa
- 3.ª en el Campeonato Mundial en Ruta
- Giro de Emilia Femenino

2025
- UAE Tour, más 1 etapa
- A Través de Flandes
- Flecha Brabanzona
- 2.ª en el Campeonato de Italia Contrarreloj
- Campeonato de Italia en Ruta
- Giro de Italia Femenino

## Resultados en Grandes Vueltas y Campeonatos del Mundo
Durante su carrera deportiva ha conseguido los siguientes puestos en las Grandes Vueltas femeninas y en los Campeonatos del Mundo en carretera:
| Carrera              | Carrera              | 2011 | 2012 | 2013 | 2014 | 2015 | 2016 | 2017 | 2018 | 2019 | 2020 | 2021 | 2022 | 2023 | 2024 | 2025 |
| -------------------- | -------------------- | ---- | ---- | ---- | ---- | ---- | ---- | ---- | ---- | ---- | ---- | ---- | ---- | ---- | ---- | ---- |
|                      | Giro de Italia       | 18.ª | 9.ª  | —    | 5.ª  | 8.ª  | 11.ª | 2.ª  | 10.ª | 8.ª  | 3.ª  | 14.ª | 4.ª  | Ab.  | 1.ª  | 1.ª  |
|                      | Tour de Francia      | X    | X    | X    | X    | X    | X    | X    | X    | X    | X    | X    | 6.ª  | Ab.  | —    | Ab.  |
|                      | Vuelta a España      | X    | X    | X    | X    | —    | —    | —    | —    | —    | 2.ª  | 7.ª  | 2.ª  | —    | 3.ª  | —    |
| Mundial en Ruta      | Mundial en Ruta      | 57.ª | 3.ª  | 8.ª  | 15.ª | 4.ª  | 89.ª | Ab.  | 13.ª | 5.ª  | 3.ª  | 17.ª | 10.ª | —    | 3.ª  |      |
| Mundial Contrarreloj | Mundial Contrarreloj | 32.ª | 15.ª | 13.ª | 14.ª | —    | —    | 18.ª | 9.ª  | 17.ª | —    | —    | —    | —    | —    |      |

—: no participa
Ab.: abandono

X: ediciones no celebradas

## Equipos
- Top Girls Fassa Bortolo (2011)
- Hitec Products (2012-2014)
  - Hitec Products-Mistral Home Cycling Team (2012)
  - Hitec Products-UCK (2013-2014)
- Wiggle (2015-2018)
  - Wiggle Honda (2015)
  - Wiggle High5 (2016-2018)
- Trek (2019-2024)
  - Trek-Segafredo Women (2019-2023)
  - Lidl-Trek (2023-2024)
- UAE Team ADQ (2025-)